# Nome no ringue
Um nome no ringue (tradução literal de ring name) é uma espécie de nome artístico usado por um wrestler profissional e, em alguns casos, de praticantes de artes marciais e boxe. Na grande maioria das vezes, o ring name não é o seu nome verdadeiro, sendo apenas em alguns casos (exemplos: Stephanie McMahon, Paul Wight, Bret Hart, Bryan Danielson, etc).
A maioria dos wrestlers trocam múltiplas vezes seus ring names ao longo da carreira, consequentemente trocando também suas gimmicks, porém havendo algumas exceções, existem também wrestlers que apesar de terem mudado seus ring names não sofreram alteração de gimmick, tendo como principal exemplo o americano Daniel Bryan, ao ser "transferido" da Ring of Honor para a WWE.
Exemplos de wrestlers profissionais bastante conhecidos por seus ring names:
- Mark William Calaway (The Undertaker)
- Adam Joseph Copeland (Edge)
- Eduardo Gory Guerrero (Eddie Guerrero)
- Óscar Gutiérrez Rubio (Rey Mysterio)
- Paul Michael Levesque (Triple H)
- Glenn Thomas Jacobs (Kane)
- Terrence Gene Bollea (Hulk Hogan)
- Phillip Jack Brooks (CM Punk)
- Dwayne Douglas Johnson (The Rock)
- Nicholas Theodore Nemeth (Dolph Ziggler)

O ring name é como se fosse a identidade do atleta, tanto dentro como fora do ringue, pelo fato dos fãs de wrestling profissional sempre se referirem aos wrestlers por seus ring names. O ring name é também essencial para a gimmick do wrestler.
Alguns ring names, apesar de não serem de fato o nome real do atleta, é inspirado em seu nome real (por exemplo: John Cena (John Felix Anthony Cena, Jr.), Randy Orton (Randal Keith Orton), Mick Foley (Michael Francis Foley, Sr.), Jeff Hardy (Jeffrey Nero Hardy), Gory Guerrero (Salvador Guerrero II Quesada) e (entre outros).
Certos wrestlers também alteram seus ring names após já terem popularizado e em alguns casos até mesmo mitificado seus antigos ring names, tendo como principais exemplos Johnny Curtis (novo: Fandango), e A-Train (novo: Lord Tensai). Os ring names dos wrestlers são criados pela equipe criativa das respectivas empresas nas quais trabalham, e em alguns casos também por sugestão do próprio wrestler, porém o ring name é oficializado apenas com a regularização da empresa.